# Rafael Cuesta
Rafael Ignacio Cuesta Caputi (Guayaquil, Ecuador, 13 de diciembre de 1957) es un periodista, radiodifusor y escritor ecuatoriano. Se ha desempeñado como reportero, director, vicepresidente de noticias y gerente en varios canales de televisión. También ha sido diplomático y político. Su primera novela publicada es Preguntas Venenosas. En 2023 creó su propio canal de televisión digital 24/7.

## Vida profesional
Se inició como reportero en Canal 4 (hoy RTS), a finales de 1980. Allí permaneció hasta marzo de 1981. Ese mismo año pasó a trabajar en Ecuavisa, en donde comenzó como reportero y posteriormente se convirtió en director del noticiero de la mañana. Paralelamente, en 1983, empezó a colaborar con Vistazo, revista del mismo grupo empresarial.
En agosto de 1985 dejó Ecuavisa y Vistazo; y en septiembre de ese mismo año, viajó a Génova, Italia, para asumir el cargo de Cónsul de Ecuador. Permaneció en misión diplomática hasta enero de 1988.
Retornó a Ecuador y en agosto de 1988 ingresó a laborar en Telecentro (Ahora Tc Televisión) y puso al aire el primer programa de opinión estilo talk show, denominado Libertad de Expresión, bajo su dirección y conducción. En 1990 se hizo cargo de la dirección de noticias hasta 1992, cuando recibió una oferta de Gamavisión para asumir la dirección del departamento de noticias. En Gamavisión permaneció hasta 1994, año en el que incursionó en la política.
Fue elegido diputado por la provincia del Guayas por dos ocasiones, de 1994 a 1996; y de 1996 a 1998, aunque de este segundo periodo solo cumplió un año, retirándose para retomar el periodismo. 
Entre sus actuaciones dentro de la Legislatura consta la creación de la Ley de Derechos y Amparo al Paciente, que permite que cualquier paciente en situación de emergencia deba ser atendido por cualquier establecimiento médico sin exigírsele pago anticipado. En su labor fiscalizadora constan los juicios políticos al excanciller Diego Paredes y al exvicepresidente de la República, Alberto Dahik.
Por segunda ocasión ingresó a TC Televisión en 1998, para hacerse cargo de la dirección y vicepresidencia de noticias. Durante el ejercicio de su cargo fue víctima de un atentado con un casete bomba, el 16 de febrero del 2000, días después del golpe de Estado contra el expresidente Jamil Mahuad. La posición de Cuesta fue muy dura en contra de los golpistas y a favor de la democracia. Tras su recuperación, se reintegró nuevamente a sus labores.
Paralelamente, del 2000 al 2004 se desempeñó como columnista de Diario El Telégrafo.
En el año 2005 fue designado diputado del Parlamento Mundial para la Seguridad y la Paz, un organismo intergubernamental de carácter internacional que busca la paz, la defensa de la vida y los derechos humanos, cargo en el que se mantuvo hasta 2010.
En 2006 dejó Tc Televisión, se alejó de la pantalla y se retiró a vivir a la península de Santa Elena. Allí se dedicó a la dirección de su estación radial, Radio Playera (100.1 Fm) y a escribir el bosquejo de lo que sería su primera novela, Preguntas Venenosas.
En 2011, Canal Uno lo contrató para que se hiciera cargo de la vicepresidencia de noticias. Regresó a Guayaquil, aceptó y se desempeñó como tal hasta abril de 2017, cuando puso su cargo a disposición por presiones políticas del gobierno. Sin embargo, en junio de ese mismo año fue convocado nuevamente por Canal Uno para que estuviera al mando de Artículo 18, un espacio que combinaba periodismo de investigación, análisis y opinión. El programa, de emisión semanal, estuvo al aire desde el domingo 20 de agosto de 2017, hasta el 27 de septiembre de 2020.
En marzo de 2020 anunció que se contagió de COVID-19, durante los primeros días de la crisis sanitaria en el país ocasionada por la pandemia. Pasó varias semanas en recuperación antes de regresar a Canal Uno. Entre junio y septiembre además asumió los comentarios de la emisión estelar del Noticiero Uno, en donde trabajó hasta el 30 de septiembre de 2020.
Luego de tres meses alejado de la pantalla, en los que se dedicó de lleno a su radio, aceptó una oferta de TC Televisión para desempeñarse como periodista de opinión y consultor; y desde el 7 de enero de 2021 se dedicó a comentar las notas más importantes del día en la emisión estelar de El Noticiero.
El 21 de mayo de 2021 fue designado por la junta de accionistas como gerente general de TC Televisión. La junta de accionistas del canal incautado está conformada por Comunica EP, que tiene a su cargo el 88% de las acciones, y el fideicomiso de los empleados, que tiene el 12% de las acciones". El domingo 26 de marzo de 2023, Cuesta informó a través de su cuenta de Twitter que convocó a una Junta General Extraordinaria de Accionistas de TC Televisión para poner a disposición su cargo, el cual dejó el 31 de marzo de 2023.
Tras su salida de TC Televisión, se dedicó a escribir columnas de análisis y opinión en Diario Expreso. En julio de 2023 lanza su propio canal de noticias 24/7, el cual abarca todas las plataformas posibles y se transmite por señal abierta en las principales cableoperadoras del país.

## Estudios
En 1976 viajó a Estados Unidos en donde estudió periodismo e inglés en la Universidad de Kansas, los que se vieron interrumpidos y debió regresar a Ecuador donde prosiguió sus estudios de periodismo en la Universidad Central de Quito, sin concluirlos. Posteriormente estudió 3 años de Leyes en la Universidad Laica Vicente Rocafuerte y se dedicó a trabajar en diversos medios de comunicación. Finalmente en 2015 retomó los estudios y en 2017 obtuvo su título de Licenciado en Periodismo en la Universidad Casa Grande, en donde se graduó con el mejor promedio de la primera cohorte de profesionalizantes.